# 屈斯納赫多夫巴赫河
47°19′03″N 8°34′37″E / 47.3175°N 8.57686°E

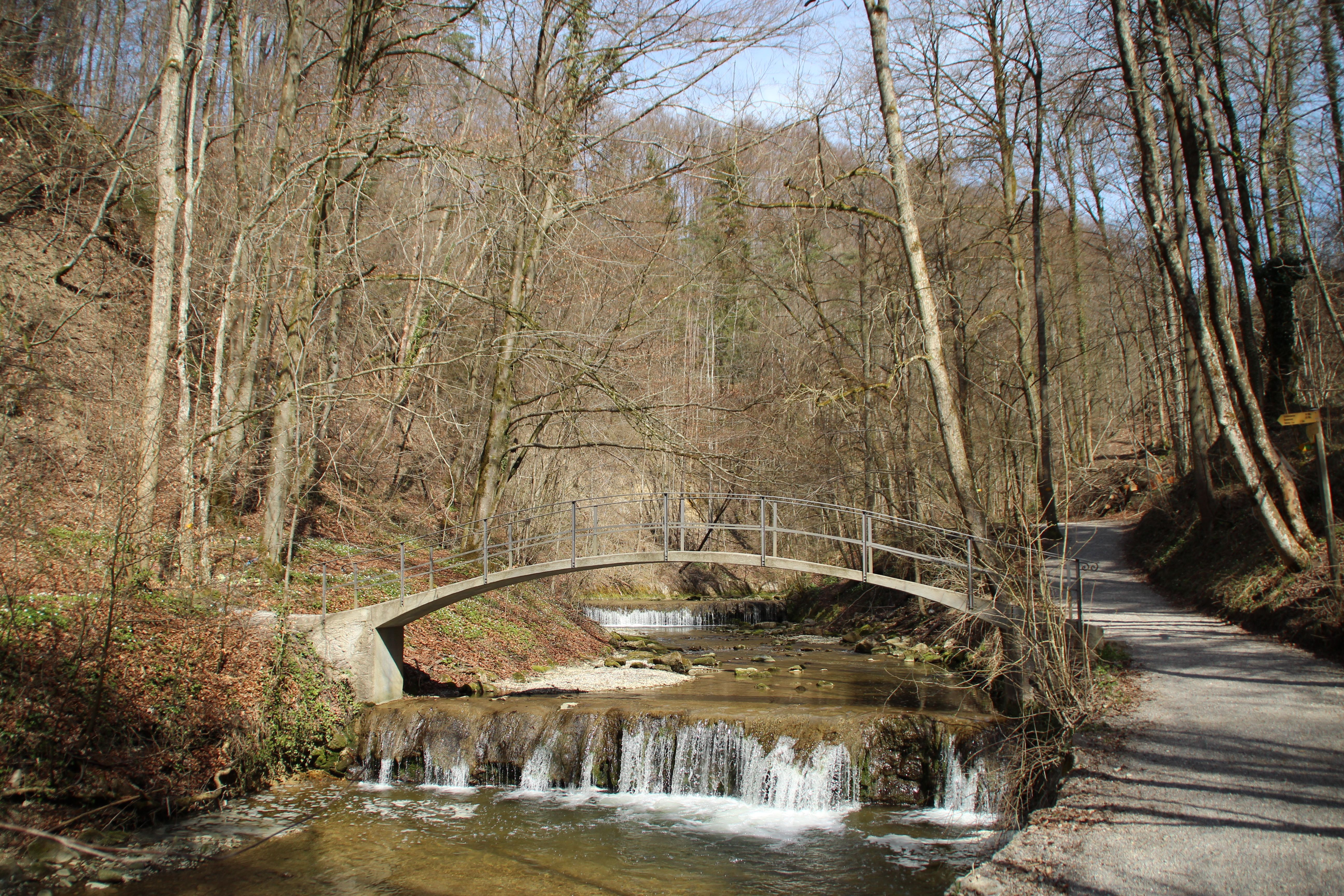

屈斯納赫多夫巴赫河是瑞士的河流，位於該國北部，流經蘇黎世州，屬於利馬特河的支流，河道全長8公里，流域面積12平方公里，最終在屈斯納赫特注入蘇黎世湖。